# 神崎清
神崎 清（かんざき きよし、1904年8月31日 - 1979年3月2日）は、日本の小説家、文筆家。
島本 志津夫（しまもと しづお）の筆名も用いた。

## 経歴
香川県高松市出身。旧姓は河野であった。
兵庫県立第二神戸中学校（現・兵庫県立兵庫高等学校）から大阪高等学校に進学。大阪高等学校在学中の1925年に大阪で創刊された文芸同人誌『辻馬車』に藤沢桓夫らとともに参加。
東京帝国大学文学部国文科を1928年に卒業。卒業後、大森高等女学校（現・三田国際学園中学校・高等学校）の教員を務めたが、思想的な理由により1930年に退職に追い込まれる。以後、文筆業に就く。
島本志津夫名義で映画『女學生と兵隊』の原作も手がけた。
太平洋戦争後には売春の研究や、幸徳事件（大逆事件）の究明を手がける。幸徳事件については事件を担当した検事の大田黒英記が個人用として所持していた訴訟記録を遺族より入手し、公刊した後の1972年に日本橋高島屋の古書市に古書店経由で出品、日本大学がこれを購入して図書館に保存している。
「日本子どもを守る会」副会長や、第五福竜丸保存平和協会理事などの役職も務めた。
映画スクリプターの白鳥あかねは娘。

## 著書
神崎清名義
- 『女学生時代』東和社、1948年
- 『黒板ロマンス』東和社、1948年
- 『獄中手記 大逆事件記録1』（編著）実業之日本社、1950年
- 『売春 この実態をどうしたらいいか』青木書店、1955年
- 『大逆事件』筑摩書房、1964年
- 『大逆事件記録』（全3巻）世界文庫、1964年
  - 1971年 - 1972年に新装版刊行[8]
- 『明治記録文学集』（明治文学全集 ; 96）筑摩書房、1967年
- 『革命伝説 大逆事件の人々』(1 - 4)芳賀書店、1968年 - 1969年
- 『実録幸徳秋水』読売新聞社、1971年
- 『売春 決定版・神崎レポート』現代史出版会、1974年
- 『大逆事件 幸徳秋水と明治天皇』(1 - 4)あゆみ出版、1976年 - 1977年
  - 2010年に『革命伝説 大逆事件』(1 - 4)として子ども未来社より新装版刊行

島本志津夫名義
- 『あなたの詩は』文昭社、1941年
- 『少女鼓笛隊 - 少女小説』実業之日本社、1942年
- 『人形と手紙』偕成社、1942年